# Campeonato Nacional de la Guayana Francesa
La Campeonato Nacional de la Guayana Francesa, oficialmente llamado Régional 1, es la máxima categoría en el sistema de ligas de fútbol de la Guayana Francesa y es organizada por la Liga de Fútbol de la Guayana Francesa. La primera edición se disputó en la temporada 1962-63 y actualmente para la temporada 2023-24 la liga está conformada por 14 equipos.

## Equipos para la Temporada 2023-24
| Equipo                     | Ciudad          | Estadio                         |
| -------------------------- | --------------- | ------------------------------- |
| AJ Balata-Abriba           | Matoury         | Stade Municipal Matoury         |
| AJ Saint-Georges           | Cayenne         | Stade Georges Chaumet           |
| AS Etoile Matoury          | Matoury         | Stade Municipal Matoury         |
| ASC Le Geldar              | Kourou          | Stade Bois Chaudat              |
| ASC Karib                  | Cayenne         | Stade Georges Chaumet           |
| ASC Rémire                 | Remire-Montjoly | Stade Municipal Dr. Edmard Lama |
| ASL Le Sport Guyanais      | Cayenne         | Stade Georges Chaumet           |
| ASU Grand-Santi            | Mana            | Stade Guy Mariette              |
| CSC Cayenne                | Cayenne         | Stade Georges Chaumet           |
| SC Kouroucien              | Kourou          | Stade Bois Chaudat              |
| Loyola OC                  | Remire-Montjoly | Stade Municipal Dr. Edmard Lama |
| Olympique Cayenne          | Cayenne         | Stade Georges Chaumet           |
| US Matoury                 | Matoury         | Stade Municipal Matoury         |
| USC Montsinéry-Tonnegrande | Montsinéry      | Stade Municipal Montsinéry      |

## Campeones
| Temporada | Campeón             |
| --------- | ------------------- |
| 1962-63   | Racing Club Cayenne |
| 1963-64   | ASL Sport Guyanais  |
| 1964-65   | AJ Saint-Georges    |
| 1965-66   | ASL Sport Guyanais  |
| 1966-67   | ASL Sport Guyanais  |
| 1967-68   | ASL Sport Guyanais  |
| 1968-69   | ASL Sport Guyanais  |
| 1969-70   | ASL Sport Guyanais  |
| 1970-71   | ASL Sport Guyanais  |
| 1971-72   | ASL Sport Guyanais  |
| 1972-73   | ASL Sport Guyanais  |
| 1973-74   | ASL Sport Guyanais  |
| 1974-75   | USL Montjoly        |
| 1975-76   | USL Montjoly        |
| 1976-77   | AS Club Colonial    |
| 1977-78   | AS Club Colonial    |
| 1978-79   | AS Club Colonial    |
| 1979-80   | USL Montjoly        |
| 1980-81   | USL Montjoly        |
| 1981-82   | USL Montjoly        |
| 1982-83   | AJ Saint-Georges    |
| 1983-84   | AJ Saint-Georges    |
| 1984-85   | ASC Le Geldar       |
| 1985-86   | ASL Sport Guyanais  |
| 1986-87   | Desconocido         |
| 1987-88   | ASC Le Geldar       |
| 1988-89   | ASC Le Geldar       |
| 1989-90   | SC Kouroucien       |
| 1990-91   | AS Club Colonial    |
| 1991-92   | AS Club Colonial    |
| 1992-93   | US Sinnamary        |
| 1993-94   | US Sinnamary        |
| 1994-95   | AS Javouhey         |
| 1995-96   | AS Club Colonial    |
| 1996-97   | US Sinnamary        |
| 1997-98   | AS Javouhey         |
| 1998-99   | AJ Saint-Georges    |
| 1999-00   | AJ Saint-Georges    |
| 2000-01   | ASC Le Geldar       |
| 2001-02   | AJ Saint-Georges    |
| 2002-03   | US Matoury          |
| 2003-04   | ASC Le Geldar       |
| 2004-05   | ASC Le Geldar       |
| 2005-06   | US Matoury          |
| 2006-07   | US Macouria         |
| 2007-08   | ASC Le Geldar       |
| 2008-09   | ASC Le Geldar       |
| 2009-10   | ASC Le Geldar       |
| 2010-11   | US Matoury          |
| 2011-12   | US Matoury          |
| 2012-13   | ASC Le Geldar       |
| 2013-14   | US Matoury          |
| 2014-15   | CSC Cayenne         |
| 2015-16   | US Matoury          |
| 2016-17   | US Matoury          |
| 2017-18   | ASC Le Geldar       |
| 2018-19   | ASC Agouado         |
| 2019-20   | Olympique Cayenne   |
| 2020-21   | Abandonado          |
| 2021-22   | Abandonado          |
| 2022-23   | AS Etoile Matoury   |
| 2023-24   | AS Etoile Matoury   |

## Títulos por club
| Club                           | Ciudad    | Campeón | Años campeón                                                     |
| ------------------------------ | --------- | ------- | ---------------------------------------------------------------- |
| ASC Le Geldar                  | Kourou    | 11      | 1985, 1988, 1989, 2001, 2004, 2005, 2008, 2009, 2010, 2013, 2018 |
| ASL Sport Guyanais             | Cayenne   | 11      | 1964, 1966, 1967, 1968, 1969, 1970, 1971, 1972, 1973, 1974, 1986 |
| US Matoury                     | Matoury   | 7       | 2003, 2006, 2011, 2012, 2014, 2016, 2017                         |
| CSC Cayenne (AS Club Colonial) | Cayenne   | 7       | 1977, 1978, 1979, 1991, 1992, 1996, 2015                         |
| AJ Saint-Georges               | Cayenne   | 6       | 1965, 1983, 1984, 1999, 2000, 2002                               |
| USC Montsinéry-Tonnegrande     | Montjoly  | 5       | 1975, 1976, 1980, 1981, 1982                                     |
| US Sinnamary                   | Sinnamary | 3       | 1993, 1994, 1997                                                 |
| AS Etoile Matoury              | Matoury   | 2       | 2023, 2024                                                       |
| AS Javouhey                    | Mana      | 2       | 1995, 1998                                                       |
| Olympique Cayenne              | Cayenne   | 1       | 2020                                                             |
| ASC Agouado                    | Apatou    | 1       | 2019                                                             |
| US Macouria                    | Macouria  | 1       | 2007                                                             |
| SC Kouroucien                  | Kourou    | 1       | 1990                                                             |
| Racing Club Cayenne            | Cayenne   | 1       | 1963                                                             |

## Clasificación histórica
- Clasificación histórica desde que llamó la División de Honor en la temporada 2004-05 hasta terminada temporada 2020-21 bajo el nombre de Régional 1.
- En color los equipos que disputan el Campeonato Nacional de la Guayana Francesa 2021-22.
- Se juega 4 puntos por victoria, 2 por empate y 1 por derrota.

| N.º | Club              | Temp. | P.D. | P.G. | P.E. | P.P. | G.F. | G.C. | Dif. | Puntos |
| --- | ----------------- | ----- | ---- | ---- | ---- | ---- | ---- | ---- | ---- | ------ |
| 1   | ASC Le Geldar     | 17    | 347  | 222  | 67   | 58   | 738  | 292  | +446 | 1079   |
| 2   | US Matoury        | 17    | 348  | 209  | 79   | 60   | 678  | 297  | +381 | 1047   |
| 3   | CSC Cayenne       | 17    | 350  | 161  | 88   | 101  | 524  | 425  | +99  | 920    |
| 4   | ASC Agouado       | 16    | 325  | 130  | 72   | 123  | 532  | 537  | -5   | 784    |
| 5   | US Macouria       | 13    | 280  | 105  | 77   | 98   | 398  | 314  | +84  | 672    |
| 6   | ASC Rémire        | 14    | 286  | 86   | 82   | 118  | 386  | 428  | -42  | 626    |
| 7   | US Sinnamary      | 13    | 270  | 90   | 71   | 109  | 338  | 379  | -41  | 596    |
| 8   | AJ Saint-Georges  | 13    | 261  | 78   | 56   | 127  | 362  | 477  | -115 | 550    |
| 9   | EF Iracoubou      | 11    | 238  | 60   | 57   | 121  | 255  | 411  | -156 | 473    |
| 10  | Cosma Foot        | 10    | 214  | 55   | 67   | 92   | 265  | 329  | -64  | 442    |
| 11  | Olympique Cayenne | 10    | 202  | 50   | 35   | 117  | 237  | 449  | -212 | 387    |
| 12  | FC Oyapock        | 9     | 175  | 51   | 46   | 78   | 202  | 288  | -86  | 370    |
| 13  | ASU Grand Santi   | 8     | 154  | 65   | 33   | 56   | 218  | 204  | +14  | 364    |
| 14  | AS Étoile Matoury | 6     | 115  | 58   | 32   | 25   | 221  | 141  | +80  | 318    |
| 15  | SC Kouroucien     | 7     | 137  | 35   | 29   | 71   | 171  | 257  | -86  | 264    |
| 16  | AJ Balata Abriba  | 6     | 128  | 29   | 32   | 67   | 127  | 225  | -98  | 243    |
| 17  | Kourou FC         | 5     | 105  | 35   | 22   | 48   | 142  | 170  | -28  | 232    |
| 18  | ASC Black Stars   | 3     | 66   | 20   | 23   | 23   | 70   | 72   | -2   | 149    |
| 19  | AOJ Mana          | 3     | 66   | 15   | 23   | 28   | 57   | 82   | -25  | 134    |
| 20  | USL Montjoly      | 3     | 66   | 17   | 13   | 36   | 91   | 147  | -56  | 126    |
| 21  | ASC Ouest         | 2     | 28   | 4    | 5    | 19   | 24   | 58   | -34  | 42     |
| 22  | Loyola OC         | 1     | 10   | 5    | 1    | 4    | 14   | 16   | -2   | 26     |
| 23  | ASC Arc en Ciel   | 1     | 7    | 2    | 0    | 5    | 11   | 21   | -10  | 13     |
| 24  | ASC Karib         | 0     | 0    | 0    | 0    | 0    | 0    | 0    | 0    | 0      |
| 25  | USC Montsinéry    | 0     | 0    | 0    | 0    | 0    | 0    | 0    | 0    | 0      |

## Máximos Goleadores
| Temporada | Jugador            | Club              | Goles |
| 2004/05   | Saint-Ange Golitin | AJ Saint-Georges  | 20    |
| 2005/06   | Guy Diagne         | ASC Le Geldar     | 23    |
| 2006/07   | Anson Hudson       | US Macouria       | 19    |
| 2023/24   | Calvin Soga        | AS Etoile Matoury | 30    |